# Совєтське (Калачіївський район)
Совєтське (рос. Советское, в минулому — хутір Собацький) — село Калачіївського району Воронізької області. Утворює окреме Совєтське сільське поселення.
Населення становить 432 особи за переписом 2010 року (201 чоловічої статі та 231 — жіночої), 509 осіб — 2005 року.

## Географія
Село розташоване на сході району, неподалік адміністративного кордону з Волгоградської областю.

## Історія
За даними 1859 року на казенному хуторі Собацький Богучарського повіту Воронізької губернії мешкало 414 осіб (193 чоловічої статі та 221 — жіночої), налічувалось 30 дворових господарств.
Станом на 1886 рік на колишньому державному хуторі Ново-Кріушанської волості мешкало 695 осіб, налічувалось 98 дворових господарств, існувала православна церква.
За переписом 1897 року кількість мешканців зросла до 1168 осіб (590 чоловічої статі та 578 — жіночої), з яких всі — православної віри.
За даними 1900 року на хуторі мешкало 1165 осіб (594 чоловічої статі та 571 — жіночої) змішаного українсько-російського населення, налічувалось 154 дворових господарства.